# 熊鍾吳
熊鍾吳（？—？），字仲山，號東星，江西南昌府南昌县南沙冈人。

## 生平
万历二十八年（1600年）庚子科江西乡试举人，四十七年（1619年）己未科進士，天啓元年（1621年）任常熟县知县，二年考察，改紹興府儒學教授，六年升南京國子監助教，七年擢工部主事，榷芜湖关税，崇祯三年（1630年）晋屯田司郎中，四年升岳州府知府，五年革职。

## 家族
曾祖熊良，儒官。祖熊炤，嘉靖十九年举人，府同知。父熊圻，监生，贈奉大夫。兄熊钟宏，万历十年举人，字克大，官柳州府同知。弟熊钟张，字右星，万历四十三年举人，官抚宁知县。